# 齊藤斗志二
齊藤斗志二（1944年12月27日—），日本政治人物，曾任防衛廳長官，為自民黨眾議院議員。出生於靜岡縣富士市。